# Takeshi Oki
Takeshi Oki (født 16. juli 1961) er en tidligere japansk fodboldspiller og træner.
Han har spillet for flere forskellige klubber i sin karriere, herunder Fujitsu.
Han har tidligere trænet Ventforet Kofu, Shimizu S-Pulse, Kyoto Sanga FC og FC Gifu.